# Paul Tavernier
Paul Tavernier (* 31. Januar 1852 in Paris; † 1943 in Fontainebleau, Département Seine-et-Marne) war ein französischer Maler.

## Leben
Als sich die politische Lage in Paris wieder beruhigt hatte (Deutsch-Französischer Krieg), wurde Tavernier Schüler an der École des Beaux-Arts und u. a. durch Alexandre Cabanel, Gustave Guillaumet und Adolphe Yvon unterrichtet. Durch die Unterstützung seiner Lehrer war es Tavernier 1876 erstmals an der großen Jahresausstellung des Salon de Paris teilzunehmen.
Um 1885 ließ er sich in Ganne in der Nähe von Fontainebleau nieder. Ab dieser Zeit malte er immer öfters „plein air“ und folgte damit künstlerisch der Schule von Barbizon in Richtung „Paysage intime“
Eines seiner ersten Arbeiten war dort das Monumentalgemälde „Louis XV à la chasse“ für das Theater von Fontainebleau.
Nach weiteren erfolgreichen Ausstellungen wurde er 1900 aufgefordert, an der Weltausstellung in seiner Heimatstadt auszustellen.
Mit über 90 Jahren starb Paul Tavernier 1943 in Fontainebleau und fand dort auch seine letzte Ruhestätte.